# Humberstone
Humberstone – opuszczone miasto w północnym Chile, w regionie administracyjnym Tarapacá, dawny ośrodek wydobycia rud saletry. W okresie największej świetności miasta pod koniec XIX wieku mieszkało tu ok. 5 tysięcy osób. Humberstone – podobnie jak inne górnicze osady regionu – zostało opuszczone po załamaniu się rynku saletry pod koniec I wojny światowej.
W mieście do dziś zachowały się kościół, rynek i teatr, a także rozłożone na dużym obszarze szkielety domów i warsztatów. W 2005 roku organizacja UNESCO wpisała pozostałości Humberstone wraz z sąsiednim – również opuszczonym – miasteczkiem Santa Laura na listę światowego dziedzictwa kultury.